# Molly Williamson
Molly Williamson é uma diplomata dos Estados Unidos. Serviu como Cônsul Geral dos Estados Unidos em Jerusalém de 1991 a 1993.